# Leviapseudes zenkevitchi
Leviapseudes zenkevitchi är en kräftdjursart som först beskrevs av Rosalia Konstantinovna Kudinova-Pasternak 1966.  Leviapseudes zenkevitchi ingår i släktet Leviapseudes och familjen Apseudidae. Inga underarter finns listade i Catalogue of Life.